# Thomas Baroukh
Pour les articles homonymes, voir Baroukh.
Thomas Baroukh est un ancien rameur français, né le 15 décembre 1987 au Chesnay.

## Biographie
Thomas Baroukh pratique d'abord le tennis, mais motivé par son grand frère Benjamin, il se tourne vers l'aviron à l'âge de 12 ans. De 2004 à 2006, il met de côté l'aviron pour se consacrer à ses classes prépa, ce qui lui permet d'être admis à l'École centrale Paris. Appelé pour la première fois en équipe de France en 2009, il participe à ses premiers championnats du monde cette même année et à ses premiers Jeux Olympiques à Londres en 2012. Ingénieur chez Enedis (ex-ERDF) depuis 2010, il peut concilier vie professionnelle et vie sportive grâce à un contrat de sportif de haut niveau au sein du Team EDF. Il est licencié au Cercle Nautique de Versailles. 

### Jeux olympiques d'été de 2016
Thomas Baroukh se qualifie pour les Jeux olympiques d'été de 2016 en quatre sans barreur poids léger avec Franck Solforosi, Guillaume Raineau et Thibault Colard grâce à la troisième place obtenue aux championnats du monde 2015.
Les épreuves débutent le 6 août et l'équipage français ne finit que 4e de sa série, perturbé par des conditions climatiques exceptionnelles : le vent souffle énormément et le bateau embarque de l'eau. Reportés, les repêchages ont finalement lieu le lundi 8 août et les Français se qualifient pour la demi-finale ; le lendemain, ils finissent 2e de cette demi-finale derrière les Italiens, se qualifiant pour la finale. Le 11 août, l'équipage français remporte la médaille de bronze.

### Après les jeux
À l'automne 2017, Jérémie Azou, partenaire de Pierre Houin, prend sa retraite. Thomas Baroukh est alors associé à celui-ci en deux de couple poids légers, et ils participent à leur première régate internationale le 22 juin 2018 à Linz en Autriche.
Le 28 avril 2022, il annonce sa retraite internationale à l'âge de 34 ans.

## Palmarès

### Jeux olympiques
- 7e en quatre de pointe sans barreur poids léger en 2012, à Londres  Royaume-Uni
- 3e en quatre de pointe sans barreur poids léger en 2016, à Rio de Janeiro  Brésil

### Championnats du monde
- 2009 : 5e en huit de pointe avec barreur poids léger à Poznań  Pologne
- 2011 : 4e en huit de pointe avec barreur poids léger à Bled  Slovénie
- 2013 : 4e en quatre de pointe sans barreur poids léger à Chungju  Corée du Sud
- 2014 :  2e en deux de pointe sans barreur poids léger à Amsterdam  Pays-Bas
- 2015 :  3e en quatre de pointe sans barreur poids léger à Aiguebelette-le-Lac  France[9]
- 2017 : 7e en deux de pointe avec barreur toutes catégories à Sarasota-Bradenton  États-Unis

### Championnats du monde moins 23 ans
- 2009 : 4e en quatre de couple poids léger à Racice  République tchèque

### Coupe du monde
2010
- 3e en deux de pointe sans barreur poids léger à Lucerne  Suisse

2011
- 4e en deux de pointe sans barreur poids léger à Lucerne  Suisse

2012
- 4e en quatre de pointe sans barreur poids léger à Munich  Allemagne
- 5e en quatre de pointe sans barreur poids léger à Lucerne  Suisse
- 5e en quatre de pointe sans barreur poids léger à Belgrade  Serbie

2013
- 9e en quatre de pointe sans barreur poids léger à Lucerne  Suisse

2014
- 4e en quatre de pointe sans barreur poids léger à Lucerne  Suisse
- 5° en quatre de pointe sans barreur poids léger à Aiguebelette  France France

2015
- 3° en quatre de pointe sans barreur poids léger à  Varèse  Italie
- 4e en quatre de pointe sans barreur poids léger à Lucerne  Suisse 2014

2016
- 4e en quatre de pointe sans barreur poids léger à Poznań  Pologne
- 4e en quatre de pointe sans barreur poids léger à Lucerne  Suisse

2018
- 9e en deux de couple poids léger à Lucerne  Suisse
- 4e en deux de couple poids léger à Ottensheim  Autriche

### Championnats d'Europe
- 2012 : 5e en deux de couple poids léger à Varèse  Italie
- 2013 :  3e en quatre de pointe sans barreur poids léger à Séville  Espagne[10]
- 2014 :  3e en quatre de pointe sans barreur poids léger à Belgrade  Serbie[11]
- 2015 :  2e en quatre de pointe sans barreur poids léger à Poznań  Pologne
- 2018 : 7e en deux de couple poids léger à Glasgow  Royaume-Uni

### Championnats du Monde Universitaire
- 2011 : 4e en huit de pointe avec barreur poids léger à (Szeged)  Hongrie

### Championnats de France Bateaux Courts
- 2004 (Cazaubon) : 19e en deux de pointe sans barreur Juniors
- 2009 (Cazaubon) : 9e en skiff poids léger
- 2010 (Cazaubon) : 16e en skiff poids léger
- 2011 (Aiguebelette) : 4e en deux de pointe sans barreur poids léger
- 2012 (Cazaubon) :  2e en deux de pointe sans barreur poids léger
- 2013 (Brive-la-Gaillarde) : 7e en skiff poids léger
- 2014 (Cazaubon) :  2e en deux de pointe sans barreur poids léger
- 2015 (Cazaubon) :  2e en deux de pointe sans barreur poids léger
- 2016 (Cazaubon) :   1er en deux de pointe sans barreur poids léger
- 2017 (Cazaubon) : 4e en deux de pointe toutes catégories
- 2018 (Cazaubon) :  2e en skiff poids léger

### Championnats de France Bateaux Longs
- 2000 (Mâcon) : 14e en huit de couple avec barreur (Minimes)
- 2001 (Le Creusot) : 12e en quatre de couple avec barreur (Minimes)
- 2003 (Vichy) :  2e en huit de pointe avec barreur (Cadets)
- 2004 (Bourges) : 11e en huit de pointe avec barreur (Juniors)
- 2005 (Vichy) : 7e en huit de pointe avec barreur (Juniors)
- 2006 (Bourges) : 8e en quatre de pointe avec barreur
- 2008 (Mantes-la-Jolie) : 9e en quatre de couple
- 2009 (Aiguebelette) : 9e en quatre de couple
- 2010 (Le Creusot) : 5e en quatre de couple
- 2011 (Brive) : 4e en deux de couple poids léger
- 2012 (Mantes-la-Jolie) :  1er en deux de couple poids léger
- 2013 (Bourges) :  3e en deux de couple poids léger
- 2014 (Bourges) :  1er en deux de pointe avec barreur
- 2015 (Mantes-la-Jolie) : 6e en deux de pointe avec barreur
- 2016 (Gravelines) : 5e en deux de couple poids léger
- 2017 (Bourges) : 6e en deux de couple
- 2018 (Libourne) :  3e en deux de couple

### Championnats de France Indoor
- 2013 (Levallois-Perret) :  3e poids léger[12]
- 2014 (Stade Charléty) : 4e en Senior poids léger
- 2015 (Stade Coubertin) : 4e en Senior poids léger
- 2016 (Stade Coubertin) : 4e en Senior poids léger
- 2017 (Stade Charléty) : 4e en Senior Toutes Catégorie
- 2018 (Stade Charléty) :  2e en Senior poids léger

### Coupe de France
- 2003 (Vichy) :  3e en huit de pointe avec barreur (Cadets)
- 2009 (Vichy) : 6e en quatre de couple
- 2010 (Bourges) : 5e en quatre de couple
- 2013 (Libourne) :  3e en quatre de couple

### Championnats de France Universitaire
- 2007 (Mâcon) : 16e en skiff
- 2008 (Bourges) : 8e en skiff

## Distinctions
- Chevalier de l'ordre national du Mérite le 1er décembre 2016[13]